# 瓦茨拉夫·本达
瓦茨拉夫·本达（捷克語：Václav Benda，1946年8月8日—1999年6月2日），捷克罗马天主教活动家、知识分子和数学家。

## 生平
在捷克斯洛伐克共产主义统治下，本达及其妻子是反共异议组织《77宪章》领导层中少有的信仰基督教的人士。天鹅绒革命后，本达成为一家负责调查前捷克斯洛伐克秘密警察及其线人组织的负责人。本达的知名散文《平行城邦》（A Parallel Polis）中表达的思想影响了其他持不同政见者，其中包括瓦茨拉夫·哈维尔和莱赫·瓦文萨。在2010年代和2020年代，美国旧保守派作家罗德·德雷尔和俄裔美籍作家玛莎·盖森从冷战时期东欧汲取这些事件和思想，并以各自的作品面向大众读者。本达的秘密出版散文集首次被圣奥古斯丁出版社于2017年出版成英译本。
他的儿子马雷克·本达是捷克政治家。